# Дихайте глибше
«Дихайте глибше» (латис. «Elpojiet dziļi») — радянський художній фільм режисера Роланда Калниньша, знятий за п'єсою Гунарса Прієде «Тринадцята» в 1967 році. Прем'єра фільму відбулася в травні 1986 року. У XXI столітті фільм включений до Культурного канону Латвії.

## Сюжет
Молодий робітник Цезар Калниньш у вільний час захоплено займається музикою. Самодіяльний колектив «Оптимісти» з успіхом виконує написані ним пісні. Для успішного творчого зростання їм не вистачає тільки можливості грати свою музику на публіці. Чиновник від культури Аніта Сондоре робить все від неї залежне, щоб не допустити молодих музикантів на сцену. Безкомпромісна позиція Цезаря, який не бажає йти ні на які поступки, допомагає їй виконати задумане.

## У ролях
- Улдіс Пуцитіс — Цезар Калниньш
- Діна Купле — Аніта Сондоре
- Ліґа Ліепіня — Белла
- Арнольд Лініньш — Мієрвалдіс Тралмакс
- Паул Буткевич — Ральф
- Улдіс Стабулнієкс — епізод
- Дзінтарс Бетеріс — епізод
- Валдіс Еглітіс — епізод
- Гунарс Розенбергс — епізод
- Андріс Вілсонс — епізод
- Юнійс Вілсонс — епізод
- Ростислав Горяєв — епізод
- Ернест Кареліс — епізод
- Антонія Клеймане — епізод
- Армінс Леїньш — епізод
- Ірена Лагздиня — епізод
- Язепс Пігозніс — епізод
- Рената Стурмане — епізод
- Северінс Вілсонс — епізод
- Петеріс Шиліньш — епізод
- Анда Зайце — епізод
- Ольгерт Кродерс — епізод
- Едгар Лієпіньш — епізод
- Аріс Розенталь — епізод
- Наталія Вітоліня — епізод
- Едуард Платайскалнс — епізод

## Знімальна група
- Автор сценарію: Гунарс Прієде
- Режисер-постановник: Роланд Калниньш
- Оператор-постановник: Мікс Звірбуліс
- Композитор: Імантс Калниньш
- Художник-постановник: Улдіс Паузерс
- Звукооператор: Ігор Яковлєв
- Режисер: Варіс Брасла
- Оператор: Удіс Егле
- Художник-декоратор: Фріціс Аболс
- Художник по костюмах: Ієва Кундзіня
- Художник-гример: Еліта Рудзіте
- Монтажер: Зігрід Гейстарте
- Редактор: Олена Вахрушева
- Виконавці пісень: Ліга Лієпіня, Паул Буткевич, Едгар Лієпіньш
- Текст пісень: Маріс Чаклайс
- Директор: Георг Блюменталь